# La Unión de los Reyes
La Unión de los Reyes är en ort i Mexiko.   Den ligger i kommunen Paso del Macho och delstaten Veracruz, i den sydöstra delen av landet, 250 km öster om huvudstaden Mexico City. La Unión de los Reyes ligger 617 meter över havet och antalet invånare är 294.
Terrängen runt La Unión de los Reyes är varierad. Runt La Unión de los Reyes är det ganska tätbefolkat, med 155 invånare per kvadratkilometer. Närmaste större samhälle är Córdoba, 18,7 km sydväst om La Unión de los Reyes. Trakten runt La Unión de los Reyes består till största delen av jordbruksmark.